# Campionati europei juniores di atletica leggera 2007
Il XIX Campionato europeo juniores di atletica leggera si è disputato a Hengelo, nei Paesi Bassi, dal 19 al 22 luglio 2007.

## Risultati
I risultati del campionato sono stati:

### Uomini
| Specialità | Oro                                                                | Prestazione | Argento                                                              | Prestazione | Bronzo                                                                    | Prestazione |
| Corse piane |                                                                    |             |                                                                      |             |                                                                           |             |
| 100 metri | Julian Reus Germania                                               | 10"38       | Yannick Lesourd Francia                                              | 10"53       | Giuseppe Aita Italia                                                      | 10"57       |
| 200 metri | Alexander Nelson Regno Unito                                       | 20"83       | Julian Reus Germania                                                 | 20"87       | Luke Fagan Regno Unito                                                    | 21"08       |
| 400 metri | Yannick Fonsat Francia                                             | 46"34       | Marcin Klaczanski Polonia                                            | 46"46       | Eric Kruger Germania                                                      | 46"49       |
| 800 metri | Robin Schembera Germania                                           | 1'47"98     | James Brewer Regno Unito                                             | 1'48"08     | Adam Kszczot                                                              | 1'48"10     |
| 1.500 metri | Mario Scapini Italia                                               | 4'01"31     | Victor Corrales Spagna                                               | 4'01"44     | Merihun Crespi Italia                                                     | 4'01"83     |
| 5.000 metri | Mourad Amdouni Francia                                             | 14'08"27    | Mohamed Elbendir Spagna                                              | 14'14"79    | Dmytro Lashyn Ucraina                                                     | 14'15"26    |
| 10.000 metri | Dmytro Lashyn Ucraina                                              | 29'51"58    | Matti Markowski Germania                                             | 30'10"75    | Roman Pozdyaykin Russia                                                   | 30'13"70    |
| Corse a ostacoli |                                                                    |             |                                                                      |             |                                                                           |             |
| 110 metri ostacoli | Artur Noga Polonia                                                 | 13"36 =     | Vladimir Zhukov Russia                                               | 13"46 =     | Gianni Frankis Regno Unito                                                | 13"47       |
| 400 metri ostacoli | Silvio Schirrmeister Germania                                      | 50"60       | Vyacheslav Sakayev Russia                                            | 50"72       | Toby Ulm Regno Unito                                                      | 50"99       |
| 3000 metri siepi | Jakub Holusa Rep. Ceca                                             | 8'50"30     | Alexandru Ghinea Romania                                             | 8'50"42     | Carlos Alonso Spagna                                                      | 8'50"95     |
| Corse su strada |                                                                    |             |                                                                      |             |                                                                           |             |
| 10 km marcia | Sergej Morozov Russia                                              | 40'02"88    | Matteo Giupponi Italia                                               | 40'54"88    | Lluis Torla Spagna                                                        | 41'06"32    |
| Staffette |                                                                    |             |                                                                      |             |                                                                           |             |
| Staffetta 4x100 m | Germania Rouven Christ Julian Reus Robert Hering Markus Brandt     | 39"81       | Regno Unito Funmi Sobodu Alexander Nelson Luke Fagan Leevan Yearwood | 39"83       | Francia Charles Figaro Yannick Lesourd Frederic Mignot Nyls Nubret        | 40"21       |
| Staffetta 4x400 m | Regno Unito Nigel Levine Robert Davis Louis Persent Jordan McGrath | 3'08"21     | Germania Pascal Nabow Eric Kruger Thomas Schneider Robin Schembera   | 3'08"64     | Francia Bruno Naprix Mickael Francois Jean-Patrick Rolland Yannick Fonsat | 3'09"19     |
| Salti |                                                                    |             |                                                                      |             |                                                                           |             |
| Salto in alto | Oleksandr Nartov Ucraina                                           | 2,23 m      | Andriy Protsenko Ucraina                                             | 2,21 m      | Raúl Spank Germania                                                       | 2,21 m      |
| Salto in lungo | Olivier Huet Francia                                               | 7,78 m      | Ivan Slepov Russia                                                   | 7,61 m      | Marcos Caldeira Portogallo                                                | 7,58 m      |
| Salto con l'asta | Leonid Kivalov Russia                                              | 5,60 m =    | Yevgeniy Ageyev Russia                                               | 5,50 m      | Łukasz Michalski Polonia                                                  | 5,45 m      |
| Salto triplo | Lyukman Adams Russia                                               | 16,50 m     | Ilya Yefremov Russia                                                 | 16,49 m     | Dzmitry Platinski Bielorussia                                             | 16,49 m     |
| Lanci |                                                                    |             |                                                                      |             |                                                                           |             |
| Getto del peso | Alexander Bulanov Russia                                           | 19,95 m     | Antonio Vital E Silva Portogallo                                     | 19,66 m     | Nikola Kisanic Croazia                                                    | 19,63 m     |
| Lancio del disco | Nikolay Sedyuk Russia                                              | 62,72 m     | Ivan Hryshyn Ucraina                                                 | 62,28 m     | Joni Mattila Finlandia                                                    | 58,05 m     |
| Lancio del martello | Arno Laitinen Finlandia                                            | 71,94 m     | Adrian Pop Romania                                                   | 70,80 m     | Siarhei Tsytsoryn Bielorussia                                             | 70,23 m     |
| Lancio del giavellotto | Matthias De Zordo Germania                                         | 78,59 m     | Roman Avramenko Ucraina                                              | 75,24 m     | Thomas Smet Belgio                                                        | 72,56 m     |
| Prove multiple |                                                                    |             |                                                                      |             |                                                                           |             |
| Decathlon | Matthias Prey Germania                                             | 7908 p.     | Rok Derzanic Slovenia                                                | 7560 p.     | Rico Freimuth Germania                                                    | 7524 p.     |
| miglior prestazione mondiale under 20; miglior prestazione mondiale stagionale under 20; record europeo; miglior prestazione europea stagionale; record europeo under 20; record europeo stagionale under 20; record dei campionati; record nazionale; record nazionale under 20; record nazionale under 18; record personale; record personale stagionale. |                                                                    |             |                                                                      |             |                                                                           |             |

### Donne
| Specialità | Oro                                                                        | Prestazione | Argento                                                                         | Prestazione | Bronzo                                                                     | Prestazione |
| Corse piane |                                                                            |             |                                                                                 |             |                                                                            |             |
| 100 metri | Ezinne Okparaebo Norvegia                                                  | 11"45       | Inna Eftimova Bulgaria                                                          | 11"52       | Katerina Cechova Rep. Ceca                                                 | 11"58       |
| 200 metri | Hayley Jones Regno Unito                                                   | 23"37       | Yelizaveta Bryzhina Ucraina                                                     | 23"66       | Inna Eftimova Bulgaria                                                     | 23"78       |
| 400 metri | Danijela Grgic Croazia                                                     | 52"45       | Kseniya Ustalova Russia                                                         | 52"92       | Olga Fomina Russia                                                         | 53"68       |
| 800 metri | Mirela Lavric Romania                                                      | 2'02"84     | Emma Jackson Regno Unito                                                        | 2'03"23     | Machteld Mulder Paesi Bassi                                                | 2'03"72     |
| 1.500 metri | Cristina Vasiloiu Romania                                                  | 4'15"30     | Stephanie Twell Regno Unito                                                     | 4'16"03     | Daniela Donisa Romania                                                     | 4'18"19     |
| 3.000 metri | Cristina Vasiloiu Romania                                                  | 9'13"51     | Natalya Popkova Russia                                                          | 9'14"17     | Daniela Donisa Romania                                                     | 9'14"54     |
| 5.000 metri | Natalya Popkova Russia                                                     | 16'08"95    | Ingunn Opsal Norvegia                                                           | 16'14"59    | Emily Pidgeon Regno Unito                                                  | 16'31"30    |
| Corse a ostacoli |                                                                            |             |                                                                                 |             |                                                                            |             |
| 100 metri ostacoli | Aleksandra Fedoriva Russia                                                 | 13"12       | Laetitia Denis Francia                                                          | 13"35       | Marina Andryukhina Russia                                                  | 13"50       |
| 400 metri ostacoli | Fabienne Kohlmann Germania                                                 | 56"42       | Perri Shakes-Drayton Regno Unito                                                | 56"46       | Anastasiya Ott Russia                                                      | 57"27       |
| 3000 metri siepi | Karoline Bjerkeli Grøvdal Norvegia                                         | 9'44"34     | Kristine Eikrem Engeset Norvegia                                                | 9'47"35     | Polina Jelizarova Lettonia                                                 | 10'03"91    |
| Corse su strada |                                                                            |             |                                                                                 |             |                                                                            |             |
| 10 km marcia | Anisya Kornikova Russia                                                    | 43'27"20    | Yelena Shumkina Russia                                                          | 46'24"74    | Alena Kostromitina Russia                                                  | 46'41"56    |
| Staffette |                                                                            |             |                                                                                 |             |                                                                            |             |
| Staffetta 4x100 m | Regno Unito Anike Shand-Whittingham Ashlee Nelson Hayley Jones Asha Philip | 44"52       | Ucraina Hanna Yaroshchuk Hanna Titimets Nataliya Pohrebnyak Yelizaveta Bryzhina | 44"77       | Polonia Martyna Ksiazek Marika Popowicz Agnieszka Ceglarek Weronica Wedler | 45"32       |
| Staffetta 4x400 m | Russia Olga Fomina Anastasiya Ott Anna Verkhovskaya Kseniya Ustalova       | 3'33"95     | Regno Unito Meghan Beesley Hayley Jones Joey Duck Perri Shakes-Drayton          | 3'37"29     | Germania Wiebke Ullmann Esther Cremer Lena Schmidt Fabienne Kohlmann       | 3'37"32     |
| Salti |                                                                            |             |                                                                                 |             |                                                                            |             |
| Salto in alto | Erika Wiklund Svezia                                                       | 1,82 m      | Liene Karsuma Lettonia                                                          | 1,82 m      | Mirela Demitreva Bulgaria                                                  | 1,82 m      |
| Salto con l'asta | Minna Nikkanen Finlandia                                                   | 4,35 m      | Christina Michel Germania                                                       | 4,25 m      | Anna Katharina Schmid Svizzera                                             | 4,25 m      |
| Salto in lungo | Manuela Galtier Francia                                                    | 6,44 m      | Éloyse Lesueur Francia                                                          | 6,34 m      | Yuliya Pidluzhnaya Russia                                                  | 6,28 m      |
| Salto triplo | Kaire Leibak Estonia                                                       | 14,02 m     | Hanna Knyazheva Ucraina                                                         | 13,85 m     | Cristina Bujin Romania                                                     | 13,57 m     |
| Lanci |                                                                            |             |                                                                                 |             |                                                                            |             |
| Getto del peso | Melissa Boekelman Paesi Bassi                                              | 16,51 m     | Alena Kopets Bielorussia                                                        | 16,10 m     | Isabell Von Loga Germania                                                  | 15,74 m     |
| Lancio del disco | Vera Karmishina Russia                                                     | 56,16 m     | Sandra Perković Croazia                                                         | 55,42 m     | Tamara Apostolico Italia                                                   | 52,21 m     |
| Lancio del martello | Bianca Perie Romania                                                       | 64,35 m     | Katerina Safrankova Rep. Ceca                                                   | 62,95 m     | Natallia Shayunova Bielorussia                                             | 62,73 m     |
| Lancio del giavellotto | Vira Rebryk Ucraina                                                        | 58,48 m     | Sinta Ozolina Lettonia                                                          | 57,01 m     | Urszula Kuncewicz Polonia                                                  | 54,83 m     |
| Prove multiple |                                                                            |             |                                                                                 |             |                                                                            |             |
| Eptathlon | Aiga Grabuste Lettonia                                                     | 5920 p.     | Eliska Klucinova Rep. Ceca                                                      | 5709 p.     | Nikol Ogrodnikova Rep. Ceca                                                | 5607 p.     |
| miglior prestazione mondiale under 20; miglior prestazione mondiale stagionale under 20; record europeo; miglior prestazione europea stagionale; record europeo under 20; record europeo stagionale under 20; record dei campionati; record nazionale; record nazionale under 20; record nazionale under 18; record personale; record personale stagionale. |                                                                            |             |                                                                                 |             |                                                                            |             |

## Medagliere
Legenda
     Paese ospitante
| Posizione | Paese       | Oro | Argento | Bronzo | Totale |
| --------- | ----------- | --- | ------- | ------ | ------ |
| 1         | Russia      | 10  | 8       | 6      | 24     |
| 2         | Germania    | 7   | 5       | 4      | 16     |
| 3         | Regno Unito | 4   | 6       | 4      | 14     |
| 4         | Francia     | 4   | 3       | 2      | 9      |
| 5         | Romania     | 4   | 2       | 3      | 9      |
| 6         | Ucraina     | 3   | 6       | 1      | 10     |
| 7         | Norvegia    | 2   | 2       | 0      | 4      |
| 8         | Finlandia   | 2   | 0       | 1      | 3      |
| 9         | Rep. Ceca   | 1   | 2       | 2      | 5      |
| 10        | Lettonia    | 1   | 2       | 1      | 4      |
| 11        | Polonia     | 1   | 1       | 4      | 6      |
| 12        | Italia      | 1   | 1       | 3      | 5      |
| 13        | Croazia     | 1   | 1       | 1      | 3      |
| 14        | Paesi Bassi | 1   | 0       | 1      | 2      |
| 15        | Estonia     | 1   | 0       | 0      | 1      |
| 15        | Svezia      | 1   | 0       | 0      | 1      |
| 17        | Spagna      | 0   | 2       | 2      | 4      |
| 18        | Bielorussia | 0   | 1       | 3      | 4      |
| 19        | Bulgaria    | 0   | 1       | 2      | 3      |
| 20        | Portogallo  | 0   | 1       | 1      | 2      |
| 21        | Slovenia    | 0   | 1       | 0      | 1      |
| 22        | Belgio      | 0   | 0       | 1      | 1      |
| 22        | Svizzera    | 0   | 0       | 1      | 1      |
| Totale    | Totale      | 44  | 45      | 43     | 132    |